# Holzkirchen (Holzkirchen, Unterfranken)
Holzkirchen ist der Hauptort der Gemeinde Holzkirchen im unterfränkischen Landkreis Würzburg in Bayern.

## Geographie

### Lage
Das Pfarrdorf liegt 197 m ü. NHN an der Staatsstraße 2310 zwischen Wertheim und Würzburg.

### Nachbargemarkungen
Nachbargemarkungen im Uhrzeigersinn im Norden beginnend sind Remlingen, Uettingen, Helmstadt, Holzkirchhausen und Wüstenzell.

### Gewässer
Der Leitenbach mündet im Westen des Ortes in den Aalbach.

## Geschichte
Das vor 775 gegründete Kloster Holzkirchen und der Ort waren Teil des Gebietes des Hochstiftes Würzburg und fielen mit dem Reichsdeputationshauptschluss an die Grafen Löwenstein-Wertheim. Gegen eine Rente verkauften sie diese 1803 an Bayern, das sie 1805 mit dem würzburgischen Gebiet Erzherzog Ferdinand von Toskana zur Bildung des Großherzogtums Würzburg überließ. Mit den Verträgen von Paris 1814 gelangte das Großherzogtum zu Bayern. Im Zuge der Verwaltungsreformen in Bayern entstand mit dem Gemeindeedikt von 1818 die Gemeinde.
Holzkirchen war eine Gemeinde im Landkreis Marktheidenfeld bis zu dessen Auflösung. Seit dem 1. Juli 1972 gehört Holzkirchen zum Landkreis Würzburg.

## Religion
Holzkirchen ist katholisch geprägt. Die Pfarrei St. Maria, Königin der Engel und St. Michael gehört zum Dekanat Würzburg links des Mains.

## Baudenkmäler
Siehe: Liste der Baudenkmäler in Holzkirchen (Unterfranken)